# Maróth Miklós
Maróth Miklós (Budapest, 1943. február 5. –) Magyar Corvin-lánccal kitüntetett, Széchenyi-díjas magyar klasszika-filológus, orientalista, egyetemi tanár, a Magyar Tudományos Akadémia rendes tagja, 2008-tól 2014-ig alelnöke. 1992 és 1999 között a Pázmány Péter Katolikus Egyetem Bölcsészettudományi Kar dékánja. Felesége Jeremiás Éva egyetemi professzor. 2019-2023 között a Magyar Tudományos Akadémiától leválasztott kutatóintézetekből létrehozott és Eötvös Loránd Kutatási Hálózat (később: Magyar Kutatási Hálózat) (HUN-REN) néven működő szervezet elnöke.

## Életpályája
1961-ben érettségizett a Pannonhalmi Bencés Gimnáziumban, majd 1962-ben felvették az ELTE Bölcsészettudományi Kar arab–latin–görög szakára, ahol 1967-ben szerzett tanári diplomát. Közben 1964 és 1965 között a Bagdadi Állami Egyetem hallgatója volt. 1969 és 1972 között az ELTE assziriológia kiegészítő szakát végezte, illetve 1973 és 1974 között a Bécsi Egyetemen tanult. Egyetemi doktori disszertációját (Közép-Ázsia al-Khwarizmi Ptolemaios átdolgozásában) 1970-ben védte meg. Első diplomájának megszerzése után az MTA Könyvtára munkatársa volt. 1970-ben az MTA–ELTE Ókortudományi Tanszéki Kutatócsoportjának munkatársa, majd később tudományos tanácsadója lett. 1988-ban a csoport vezetőjévé nevezték ki. 1975-től tanított az ELTE BTK-n, ahol 1989-ben címzetes egyetemi tanárnak nevezték ki.
1974-ben védte meg a nyelvtudományok kandidátusi (Görög logika Keleten), 1988-ban akadémiai doktori értekezését (Az arabok és a görög tudományelmélet). Az MTA Ókortudományi és az Orientalisztikai Bizottságainak lett tagja. 
1979-ben a Szovjet Tudományos Akadémia Keletkutató Intézetének Leningrádi Részlegének külső munkatársa, valamint 1987-ben a Harvard Egyetem vendégkutatója volt. 1999-ben egy szemesztert Cambridge-ben töltött kutatással.
1991-ben kezdte megszervezni a Pázmány Péter Katolikus Egyetem Bölcsészettudományi Karát, melynek alapító dékánja lett. 1999-ig viselte a dékáni tisztséget. 1992-ben a latin tanszék, 1993-ban a klasszika-filológia és az arab tanszék vezetője lett; e pozíciókat 2013-as nyugdíjba vonulásáig töltötte be.
2002-től az Avicenna Közel-Kelet-kutatások Intézetének igazgatója.
1995-ben megválasztották a Magyar Tudományos Akadémia levelező, 2004-ben rendes tagjává. Az MTA Klasszika-Filológiai Bizottság elnöki tisztével is megbízták. 1999-től a Nyelv- és Irodalomtudományi Osztály elnökhelyettese, 2005–2008 között elnöke volt, majd 2008-ban az akadémia társadalomtudományi alelnökévé választották. Ezt a tisztséget 2014-ig töltötte be. Ezenkívül a londoni Európai Akadémia tagja, majd elnökségi tagja is lett.  
2006–2007 között az Union Académique Internationale alelnöke, 2007–2010 között elnöke volt, 2010 óta tiszteletbeli elnöke.
Az Acta Antiqua című tudományos szakfolyóirat főszerkesztőjeként is dolgozott.
2019-től miniszterelnöki megbízott a Kormányirodán. 2024-től a Stratégiai Tanácsadó Testület tagja. 2019–2023 között az Eötvös Loránd Kutatási Hálózat elnöke volt.
Kutatási területe az ókori görög és keleti művelődés határterületi kérdései, ezen belül a filozófia. Nevéhez fűződik a berlini Turfan-gyűjtemény több szír kéziratának kiadása, illetve Közép-Ázsia történeti földrajzának számos vitás kérdésének tisztázása.

## Díjai, elismerései
- Marót Károly-díj (Ókortudományi Társaság, 1972, 1981)
- Pest Megye Önkormányzatának Tudományos díja (1996)
- Ábel Jenő-érem (Ókortudományi Társaság, 2004)
- Pest Megyéért Emlékérem (1999)
- Magyar Művészeti Akadémia Aranyérme (1997)
- A Magyar Köztársaság Érdemrend tisztikeresztje (1998)
- Buenos Aires és Piliscsaba díszpolgára (2009)
- Ibn Sina díj (Irán, 2009)
- Akadémiai Jutalomérem, MTA (2014)
- Széchenyi-díj (2016)
- Prima Primissima díj (2016)
- Szent László díj (2017)
- Magyar Corvin-lánc (2018)
- Badacsonytördemic díszpolgára (2021)
- A Magyar Érdemrend nagykeresztje (2023)
- A Sapientia Erdélyi Magyar Tudományegyetem díszdoktora (2023)
- Széchenyi-nagydíj (2025)

## Könyvei
Tudományos szakkönyvek és fordítások
- A görög logika Keleten. Budapest, Akadémiai Kiadó, 1980.
- Aristoteléstől Avicennáig. Budapest, Akadémiai Kiadó, 1983.
- Baal és Anat; Ugariti eposzok. Budapest, Helikon, 1986.
- Miskawaihi: A boldogságról. Budapest, 1987.
- Dictionarium medicinae latino-arabicum, compositum a N. Maróth, Budapestini, 1988.
- Ibn Sina und die peripatetische "Aussagenlogik". Leiden, 1989.
- Die Araber und die antike Wissenschaftstheorie. Leiden, 1994.
- A görög filozófia története.' Piliscsaba, PPKE BTK, 2002.
- Jehuda Hallévi: Kuzári. Ford. jegyzetek, utószó Maróth M. Piliscsaba, 2004.
- The Correspondence between Aristotle and Alexander the Great. An Anonymous Greek Novel in Letters in Arabic Translation. Piliscsaba, AIMES, 2006.
- Az iszlám. Budapest, Press Publica, 2007.
- Iszlám és politikaelmélet. Budapest, Akadémiai Kiadó, 2013.
- Das Buch des Beweises. Piliscsaba, AIMES, 2015.
- Az iszlám világának mai problémái. Piliscsaba, AIMES, 2019.
- M. Maróth–I. Lánczky–Gy. Oroszi: Catalog of Bayazit II’s Library. Piliscsaba, AIMES, 2016.
- Studies and Indices. I–IV. vols, Piliscsaba, AIMES, 2023.
- Az iszlám keletkezése és fejlődése. Piliscsaba, AIMES, 2023.
- Analogical Reasoning in Islam. Piliscsaba, AIMES, 2013.

Egyetemi tankönyvek:
- A görög filozófia története, I–II. Piliscsaba, 1997. pp. 76, pp. 99.
- A görög filozófia története. Piliscsaba, 1998, pp. 275.
- A görög filozófia története. Piliscsaba, 1999, pp. 384.
- A görög filozófia története, I–II. Piliscsaba, 2000, pp. 406.
- A görög filozófia története, I–II. Piliscsaba, 2001, pp. 463.
- Arab filozófia, I–II. Piliscsaba, 1997, pp. 74 és pp. 78.
- Arab filozófia. Piliscsaba, 2000, p. 230.